# ロットヴァイル試験塔
ロットヴァイル試験塔（ロットヴァイルしけんとう、英語表記: Rottweil Test Tower）とは、ドイツ南西部のバーデン＝ヴュルテンベルク州にある都市ロットヴァイルに所在するエレベーター試験塔。ドイツ資本のエレベーター・メーカーであるティッセンクルップ・エレベーター（ティッセンクルップ社の子会社）が所有する。2017年竣工。地上高 246.0 m。

## 名称
正式名称は特に無いが、ティッセンクルップ・エレベーター社の公式ウェブサイトでは "thyssenkrupp Elevator Testturm Rottweil"（直訳：ティッセンクルップ エレベーター試験塔 ロットヴァイル）と表記されている。
本項で採用した「ロットヴァイル試験塔」は英語名 "Rottweil Test Tower" の直訳である。その英語圏でも現地ドイツ語名に準じている例があり、"Thyssenkrupp-Testturm" はドイツ語そのままである。こちらはメーカー名を冠して単に「ティッセンクルップ試験塔」という意味である。ただし、ティッセンクルップ社のエレベーター試験塔はほかに何棟もあるので、こちらの名称では呼び分けに難がある。また、Skyscraper Center は、ドイツ語で「エレベーター試験塔」の意味でしかない "Aufzugstestturm"［語構成｜de: Aufzug + -s + Test + Turm ］をこの塔の名称としている。

## 歴史
2013年に設計され、2014年に着工。2017年に竣工した。

### 世界ランキング
完成した時点で、コネ社が2015年に中国の江蘇省崑山市に建てた地上高 235.6 mの「コネ エレベーター試験塔 (KONE Test Tower, 2015)」を抜いて、史上最も背の高いエレベーター試験塔に躍り出た。
ただ、早くも明くる2018年になると、ティッセンクルップ・エレベーター社の中国現地法人である蒂森克虜伯扶梯(中山)有限公司 (Zhongshan Thyssenkrupp) が地上高 248 mの Zhongshan Thyssenkrupp Elevator Laboratory Tower（※現地中国語通称：中山蒂森电梯试验楼；中山蒂森電梯試験楼、中山的扶梯试验塔；中山的扶梯試験塔）を中国広東省の中山市南区城区に完成させた（3月23日落成）。この塔は、エレベーターシステム「MULTI」の試験塔としては、ロットヴァイル試験塔に次ぐ2棟目であった。また、同じ年、キャニー・エレベーター社 (Canny Elevator Co., Ltd.) が地上高268 m（地下深度 20m、建物全高 288 m）の「キャニー エレベーター試験塔 (Canny Test Tower, 2018)」を中国江蘇省に完成させた。これにより、高さにおいてロットヴァイル試験塔は世界第3位に順位を下げた。
2020年代後半は中国本土で超高層建築物の建設ラッシュが続いて時代であり、世界の大手エレベーター・メーカーがこぞって中国本土に史上最高クラスの試験塔を建設していった。高さランキングで世界のトップ6以内に入る試験塔のうち、中国本土以外で建設されたのはロットヴァイル試験塔のただ1棟のみという状況であった。
2021年時点で、高さ第1位は、2020年（令和2年）に中国広東省の広州市で竣工した日立グループのH1 TOWER（地上高 273 m）であり、ロットヴァイル試験塔は第5位にランキングされている。 

### 旧市街と試験塔
歴史ある都市ロットヴァイルのことで言えば、13世紀から14世紀にかけて建立されたカッペレン教会 (de) の聖堂（地上高 70.27 m）と、13世紀から16世紀にかけて建立された聖クロイツ・ミュンスター教会 (cf. de) の聖堂（地上高 71 m）が、長らくこの都市で抜きん出て背の高い2つの建物であったが、21世紀に登場したロットヴァイル試験塔に首位の座を譲った。旧市街からよく見える地域に巨大な塔が聳え立つことについては、歴史的景観に悪影響をもたらすとの懸念も無いわけではなかったが、市民は好意的に見ている人が多い。

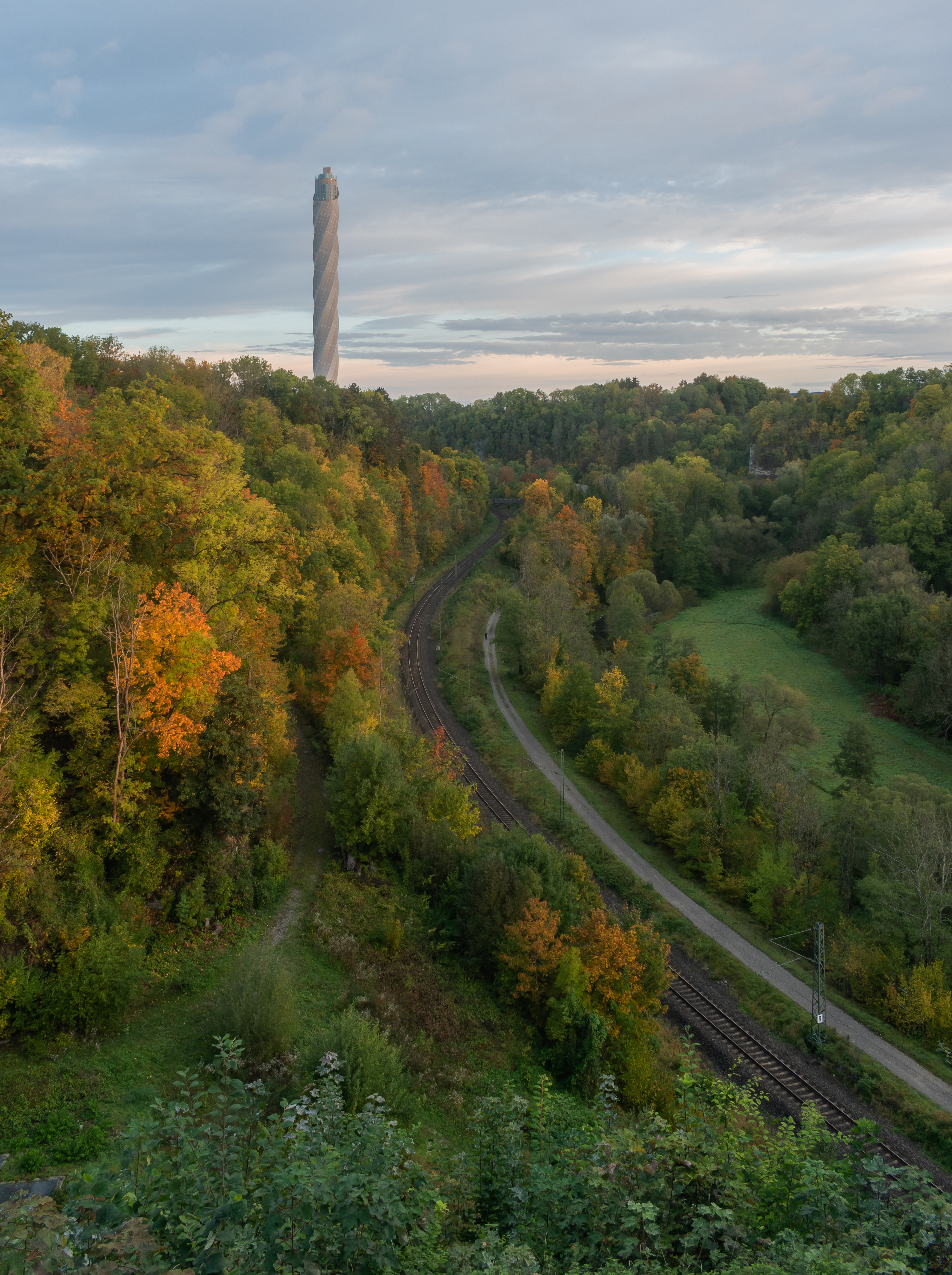
画像 01
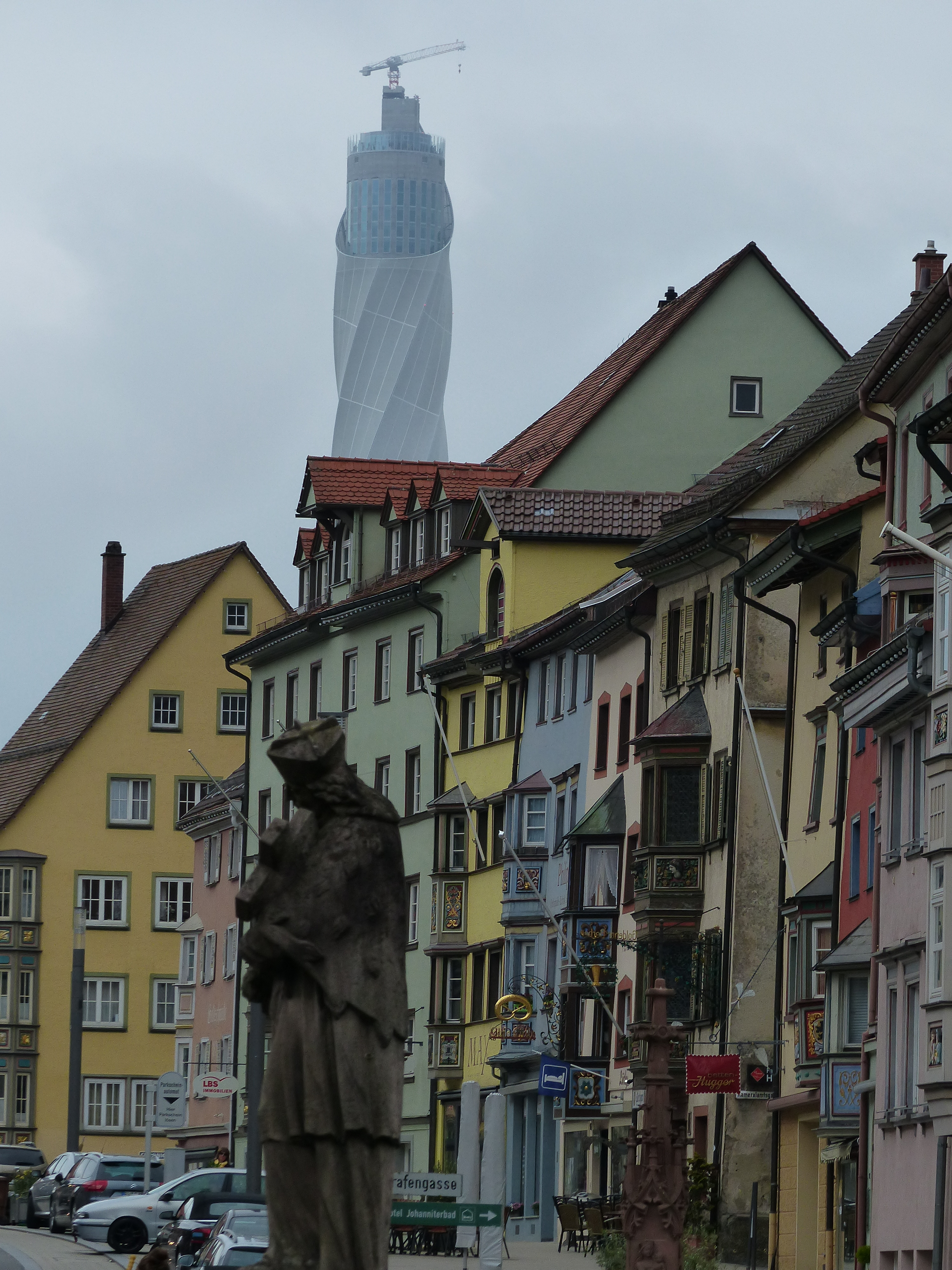
画像 02
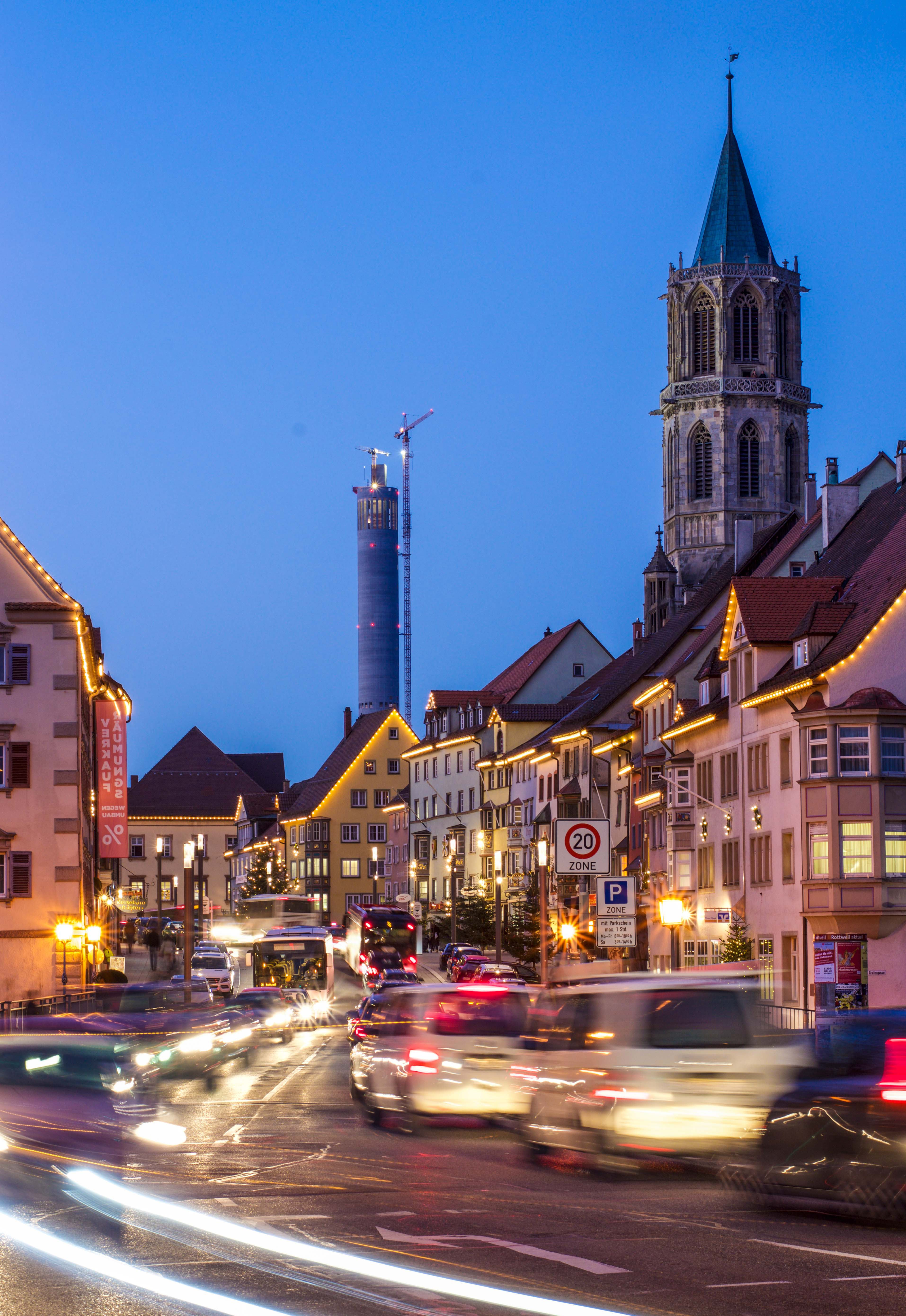
画像 03
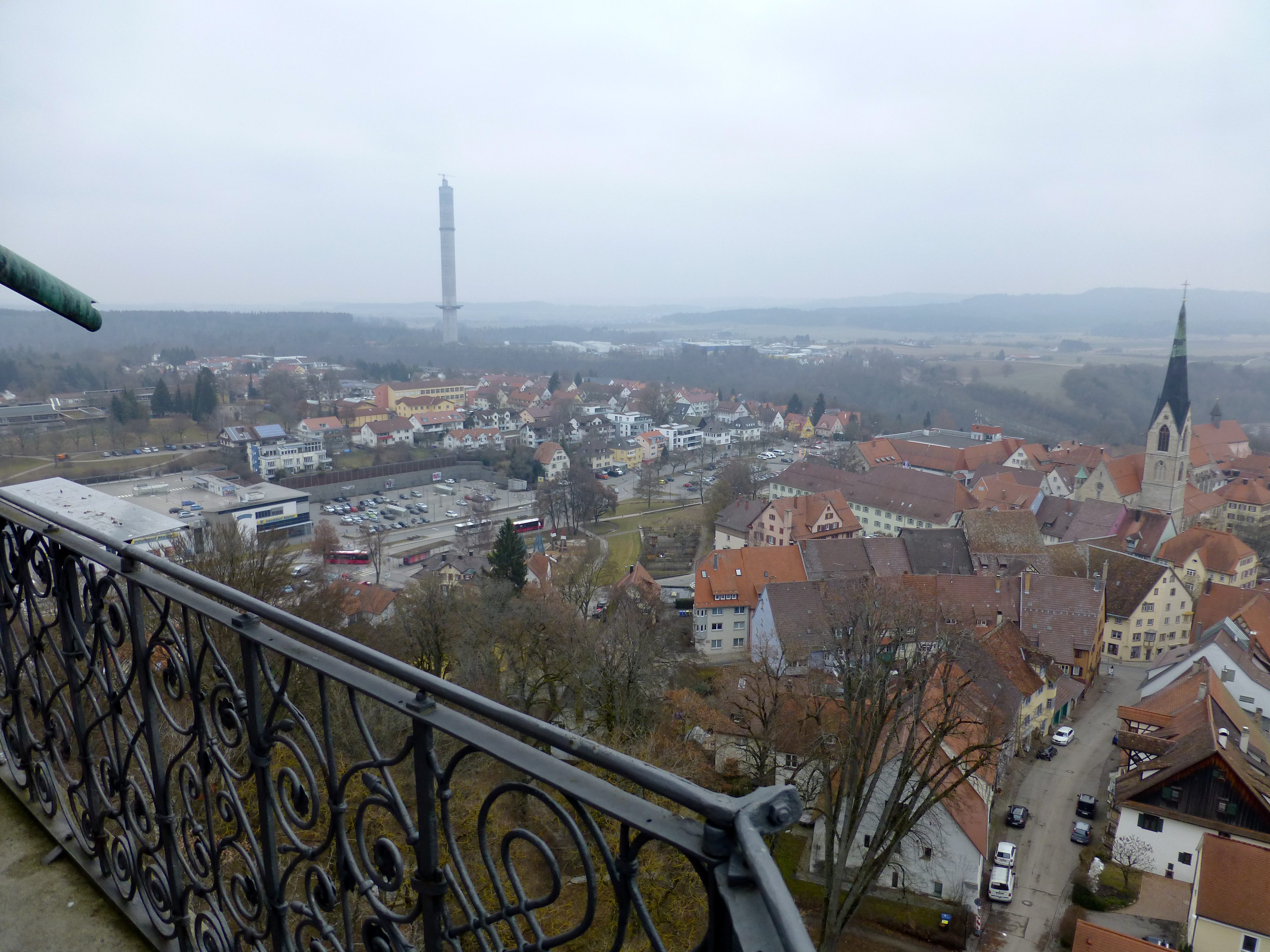
画像 04

- 画像 01 ：シュヴァルツヴァルト（黒い森）の延長線上にある地元の広葉樹林の中に聳え立つロットヴァイル試験塔。
- 画像 02 ：ロットヴァイルの街並みと郊外の試験塔。
- 画像 03 ：カッペレン教会の聖堂（13-14世紀建立、地上高 70.27 m）[8]と郊外のロットヴァイル試験塔。
- 画像 04 ：中世のヘッヒトゥルム（高塔）(de)（13世紀建立、地上高 54 m）[8]より望む。右手前に見えるのは、それまでのロットヴァイルで最も高かった建物である聖クロイツ・ミュンスター教会の聖堂（13-16世紀建立、地上高 71 m）と旧市街。

## 特徴
地上高 246.0 m、地下深度 29.5 m、建物全高 275.5 m。立地は海抜 600 m。塔のデザインは全体的に円柱形で、外壁が螺旋状になっている。譬えるなら、ドリルビット（drill bit. 工具のドリルの刃）が地面から突き出しているような造形である。この螺旋は、円柱の周りで生じる風の渦を低減する効果があり、地元の建築家アルフォンス・ビュルク (Alfons Bürk) による設計である。

### MULTI

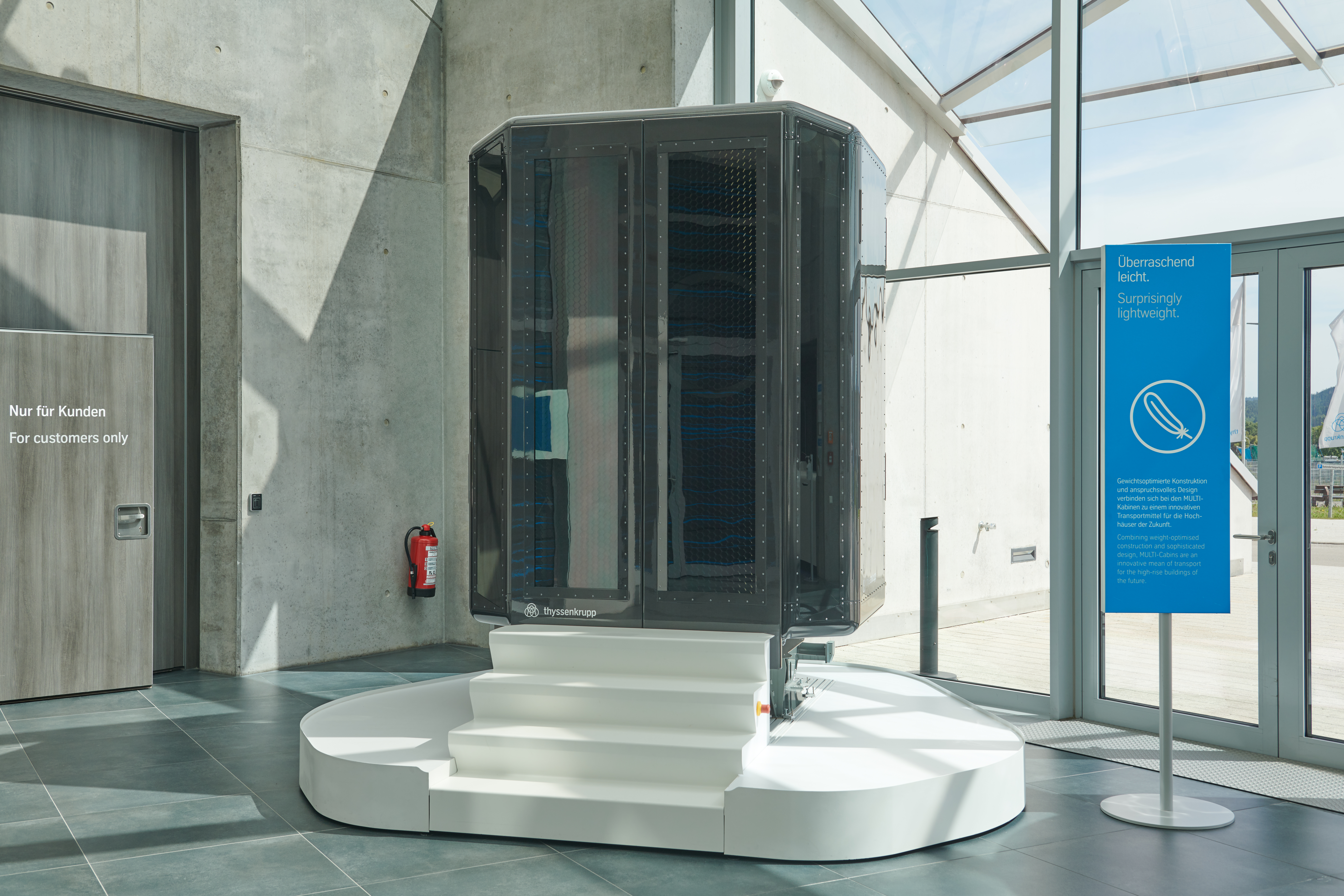
MULTIの展示用搬器

このエレベーター試験塔は、ティッセンクルップ・エレベーター社が独自開発したエレベーターシステム「MULTI（マルチ）」の実験施設である。これは搬器（キャビン。乗り籠。人を乗せる箱。）を吊るすワイヤーロープを廃した世界初のエレベーターシステムで、通常は水平移動で稼働させるリニアモーターを垂直移動にも用いることを実現し、従来のエレベーター輸送とは違った「上下左右に移動可能なメトロシステム」に変換したものである。壁に取り付けられた縦横方向に伸びたガイドに沿って搬器が動く。MULTIエレベーターシステムは輸送力と効率性を増強する一方で、エレベーター設置面積とビルにある電力供給の最大負荷を軽減することができる。この技術のコンセプトがプレスリリースされたのは、2014年11月のことであった。2015年11月5日には、スペインはアストゥリアス州の都市ヒホンにある同社のイノベーションセンターで、完全に機能する3分の1スケールモデルが公開された。投入されたリニアモーター技術は、ドイツで開発された磁気浮上式の高速モノレールであるトランスラピッドのそれで、2021年に実用化する予定であるという。「（リニアモーターが）500トンの鉄道車両を動かせるのならば、1トンの搬器も動かせるだろう。」という発想が開発の出発点であったと、アンドレアス・シーレンベック (Andreas Schierenbeck) CEOは語る。

### ギャラリー

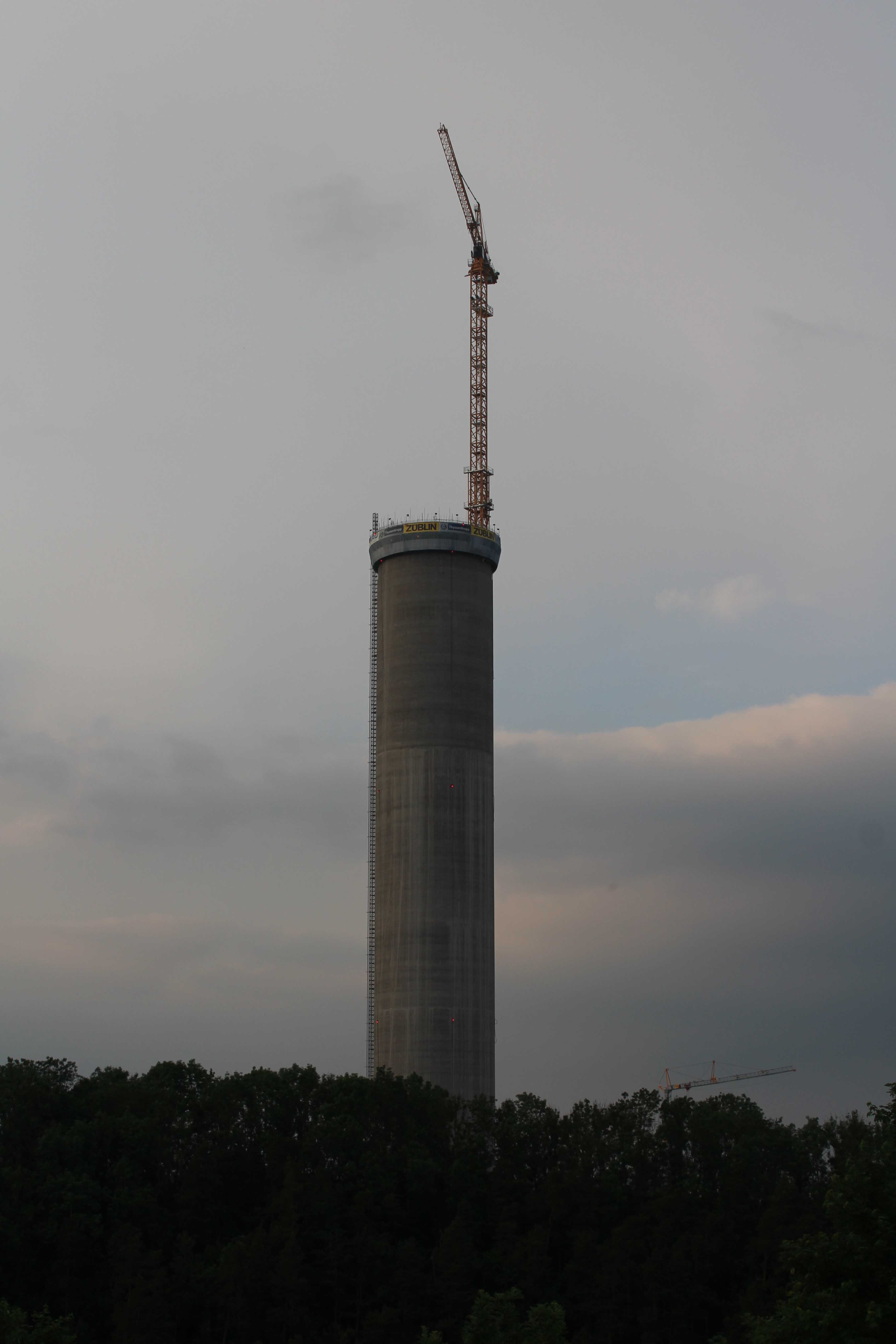
建設中（2015年6月）
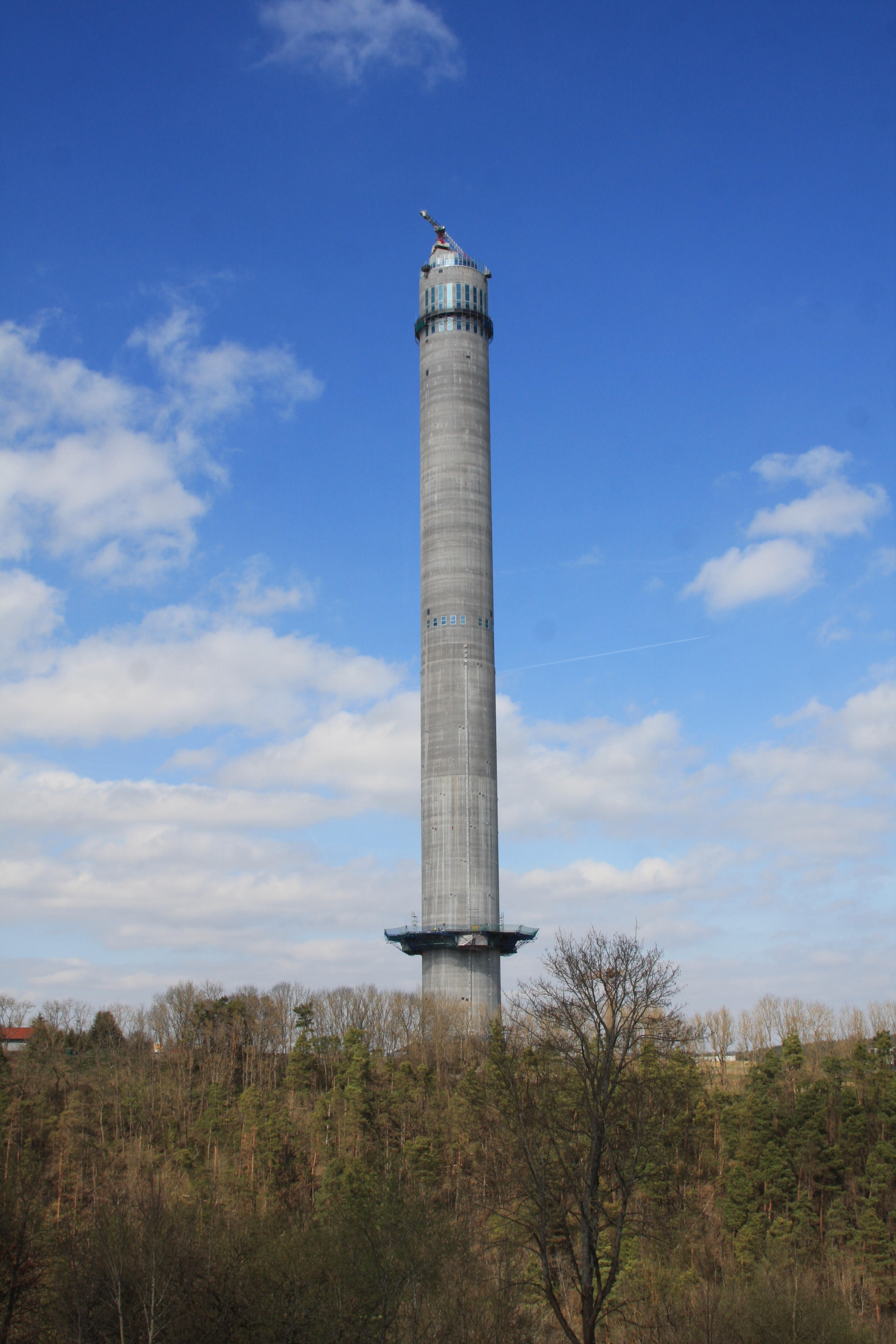
建設中（2017年4月）
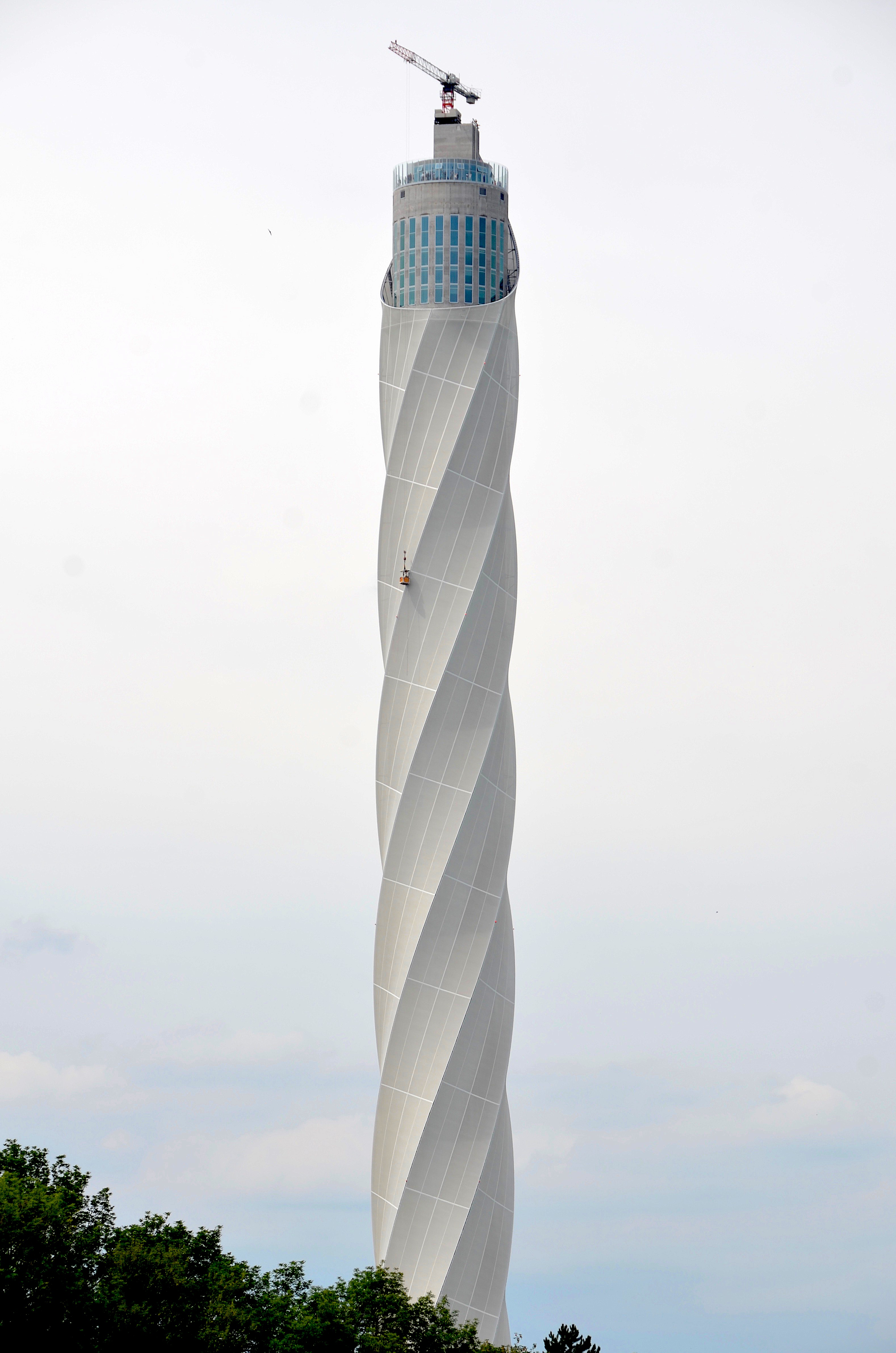
竣工後（2018年6月）
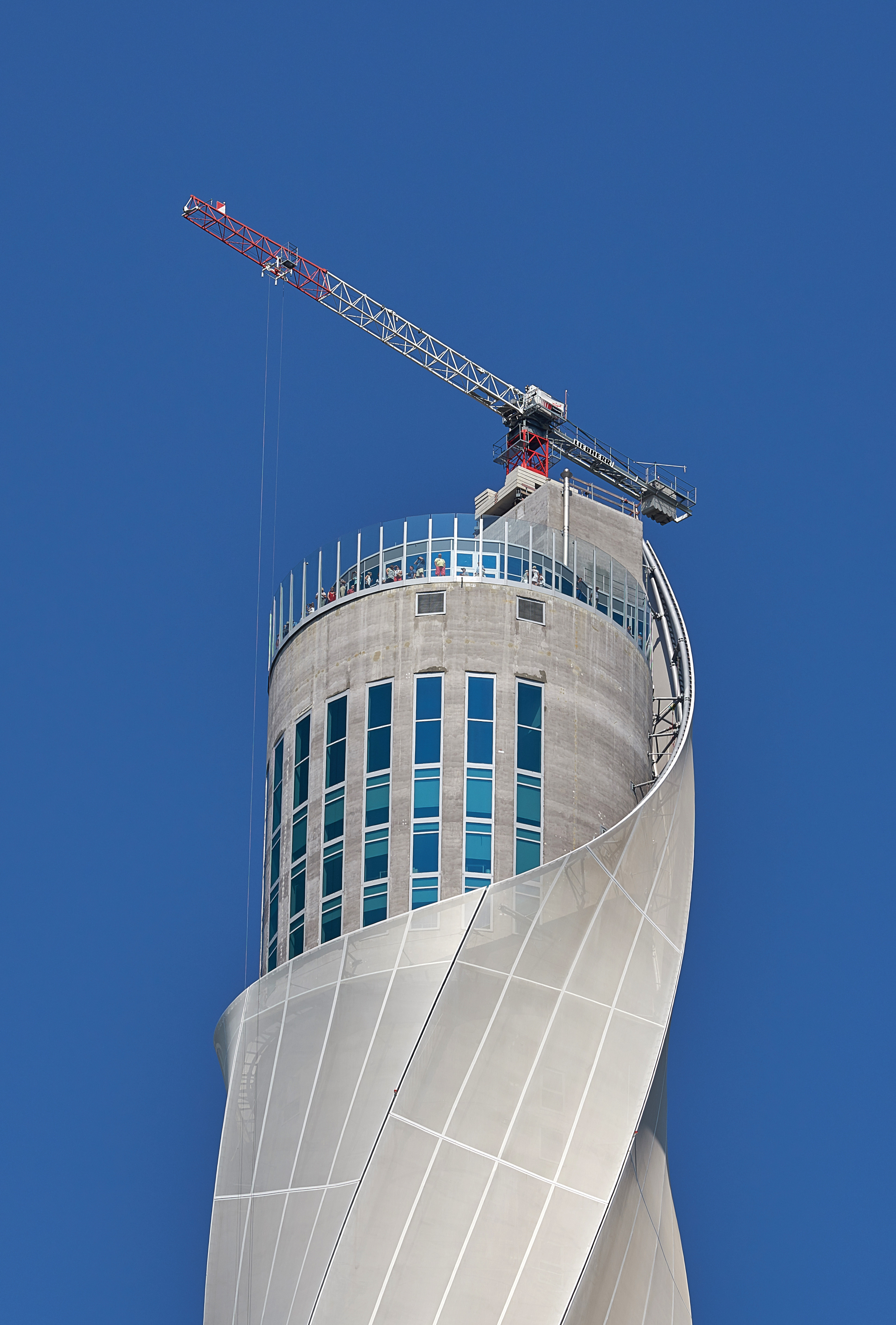
竣工後（最上階付近）
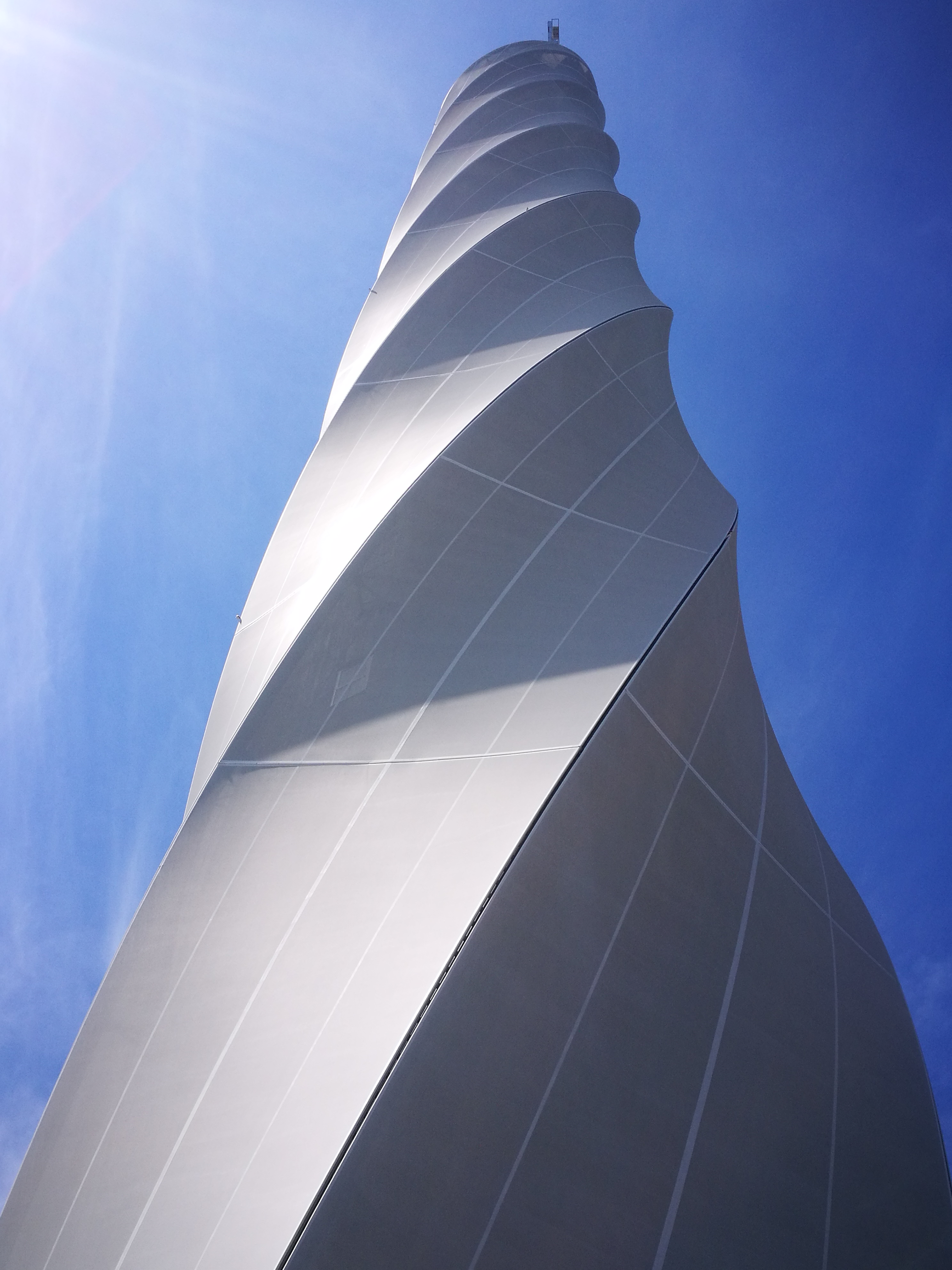
外郭構造
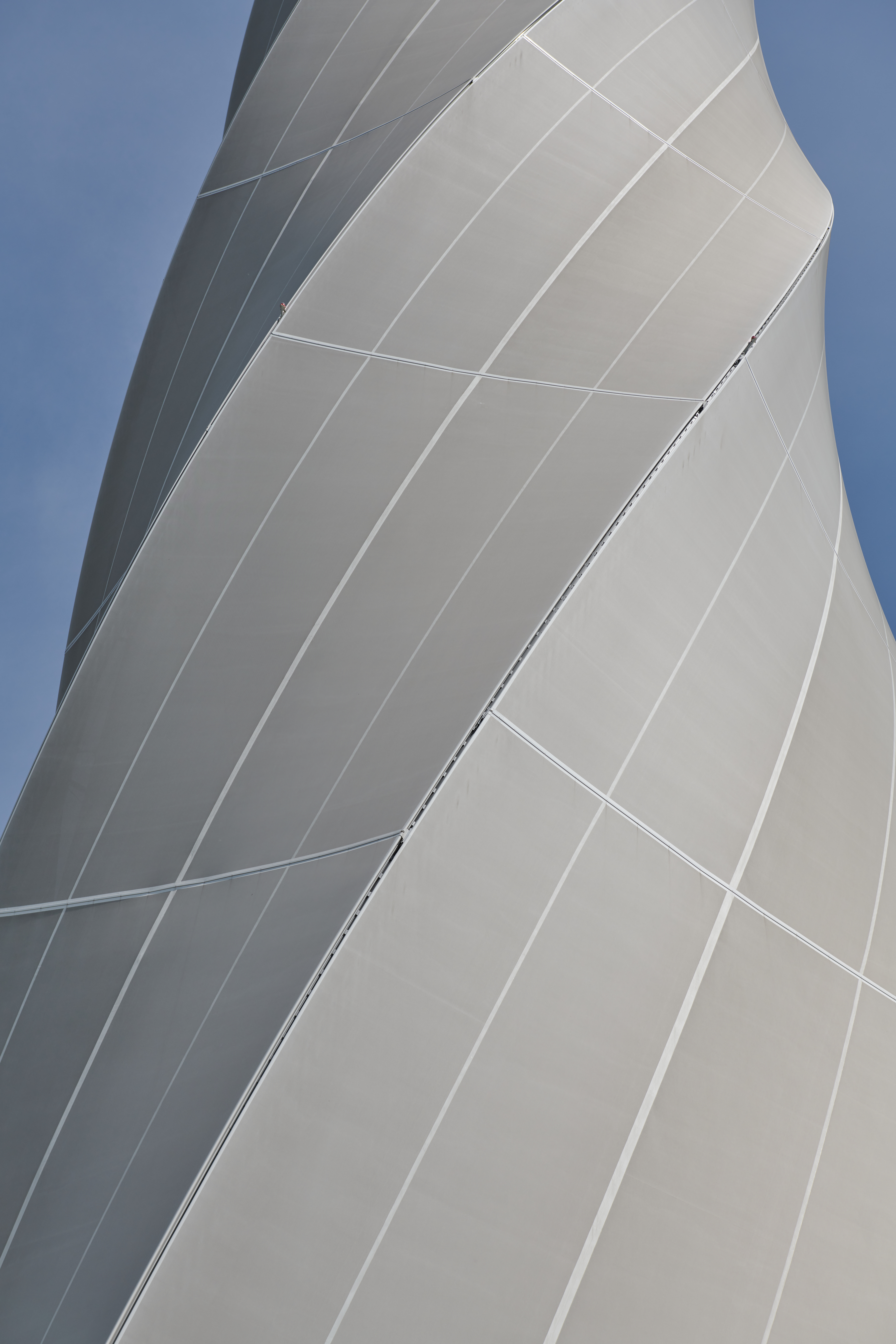
同左

出入口付近
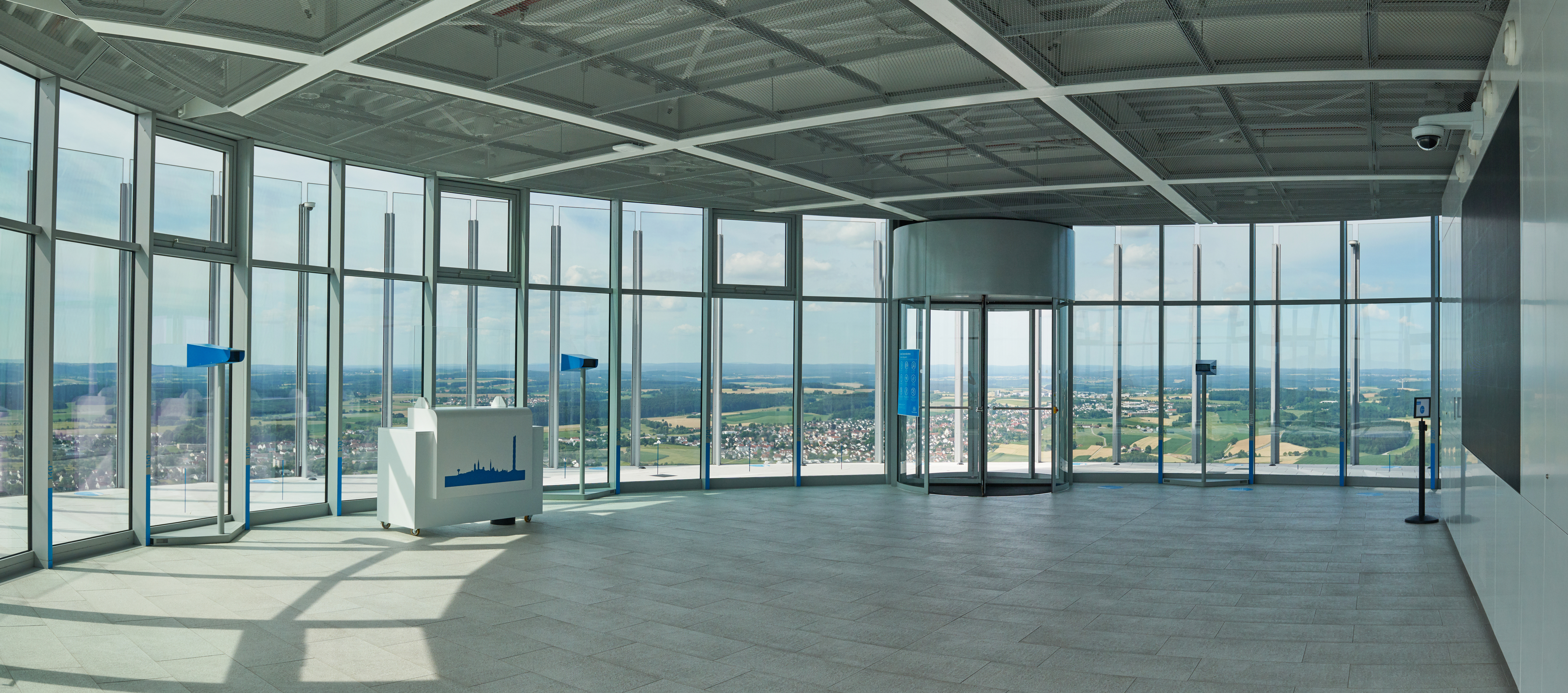
展望施設 下層
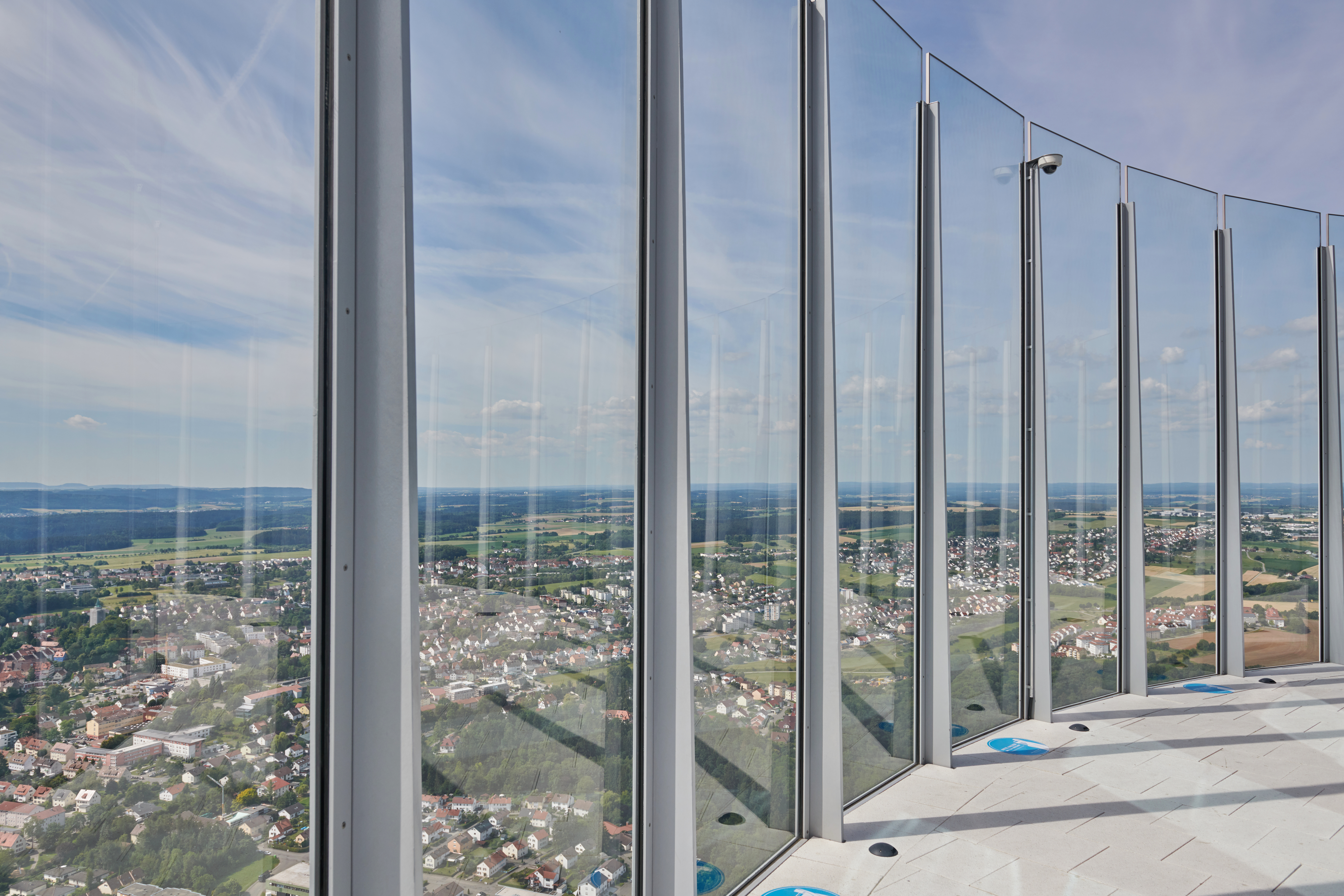
展望施設 上層